# Tr102
Tr102 – parowóz bawarskiej serii G 4/5 N, zaprojektowany w 1905 roku do prowadzenia pociągów towarowych na krótkich trasach. Wyprodukowano dla kolei bawarskich 7 parowozów. Na inwentarzu PKP znalazły się 2 parowozy bawarskie.